# Мёнье, Мишель
Мишель Мёнье (фр. Michelle Meunier) — французский политик, сенатор от департамента Атлантическая Луара.

## Биография
Мишель Мёнье родилась 24 января 1956 года в пригороде Нанта Резе. С 1989 по 2011 годы была заместителем мэра Нанта Жана-Марка Эро, с 2001 по 2015 годы представляла кантон Нант-2 в Генеральном совете департамента Атлантическая Луара. С 2004 по 2011 годы была вице-президентом Генерального совета по делам детей и семьи.
В сентябре 2011 года Мишель Мёнье под вторым номером вошла в список левых на выборах сенаторов от департамента Атлантическая Луара, возглавляемый Янником Вогренаром. Левый список победил и завоевал три мандата, один из которых достался ей. В 2017 году на следующих выборах сенаторов она снова стала вторым номером в списке Вогренара, теперь уже представлявшем Социалистическую партию. Этот список победил, получив на этот раз два мандата, что позволило Мишель Мёнье сохранить мандат сенатора. В Сенате она является членом комиссии по социальным вопросам.
11 сентября 2013 года по представлению премьер-министра Жана-Марка Эро Мишель Мёнье вошла Национальный консультативный комитет по этике. После победы Бенуа Амона на праймериз социалистов отвечала за тему защиты детей во время его президентской кампании. 

## Занимаемые выборные должности
03.1989 — 10.2011 — вице-мэр города Нант
 
18.03.2001 — 29.03.2015 — член Генерального совета департамента Атлантическая Луара от кантона Нант-2 
 
01.04.2004 — 10.2011 — вице-президент Генерального совета департамента Атлантическая Луара  
 
с 01.10.2011 — сенатор от департамента Атлантическая Луара 